# Dendrophthoe sarcophylla
Dendrophthoe sarcophylla är en tvåhjärtbladig växtart som först beskrevs av Nathaniel Wallich och Wight & Arn., och fick sitt nu gällande namn av Danser. Dendrophthoe sarcophylla ingår i släktet Dendrophthoe och familjen Loranthaceae. Inga underarter finns listade i Catalogue of Life.